# Sicura

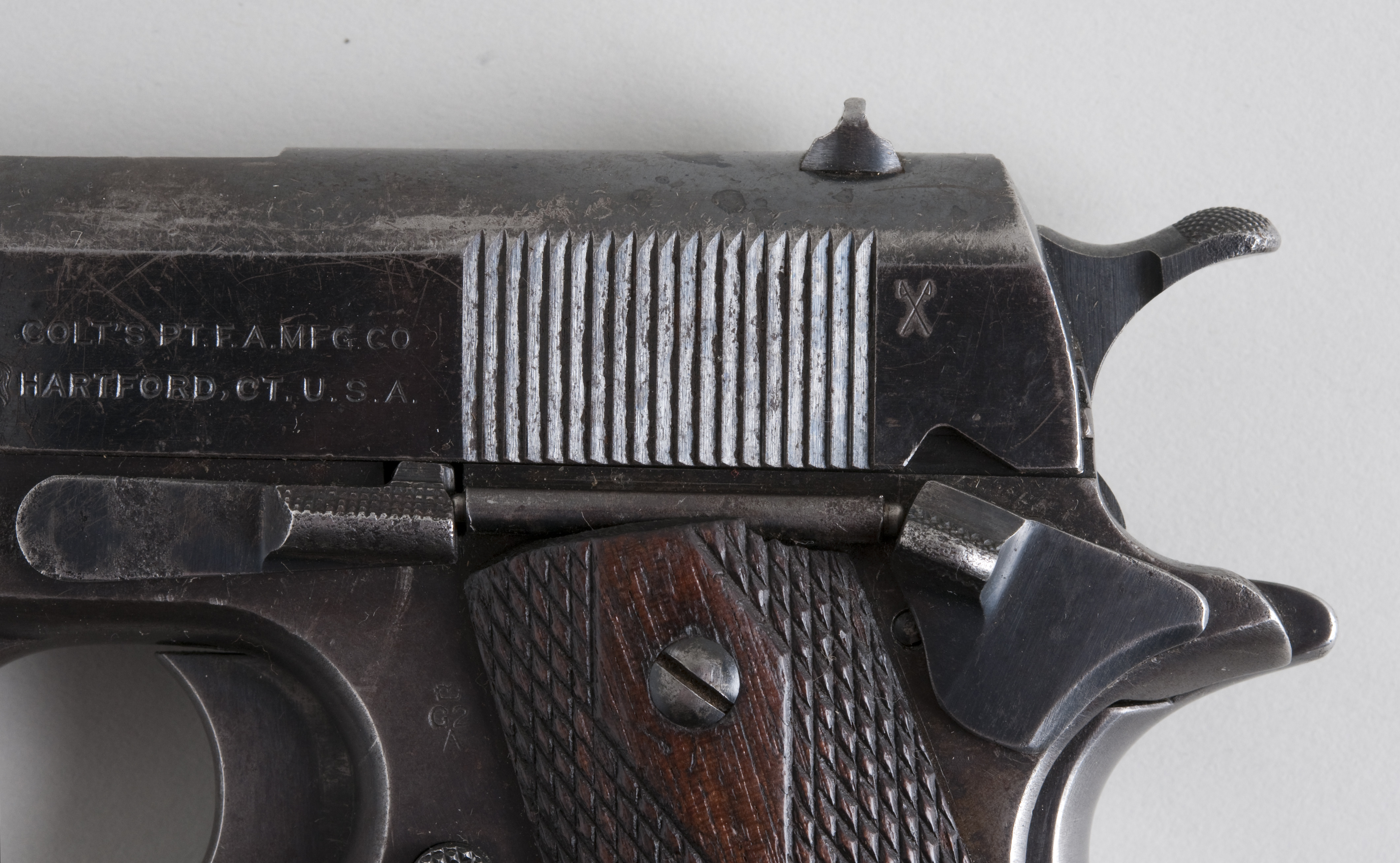
Sulla destra, la sicura di una M1911

La sicura, nelle armi da fuoco, è un fermo di sicurezza costituito da un meccanismo utilizzato per aiutare a prevenire lo sparo accidentale, contribuendo a garantire una gestione ed un uso più sicuro.
Le sicure possono generalmente essere suddivise in sottotipi come le sicure interne (che tipicamente non ricevono input dall'utente) e le sicurezze esterne (che in genere consentono all'utente di dare input, ad esempio, alternando una leva da "on" a "off" o qualcosa di simile). Talvolta queste sono chiamate  rispettivamente sicure "passive" e "attive" (o "automatiche" e "manuali").

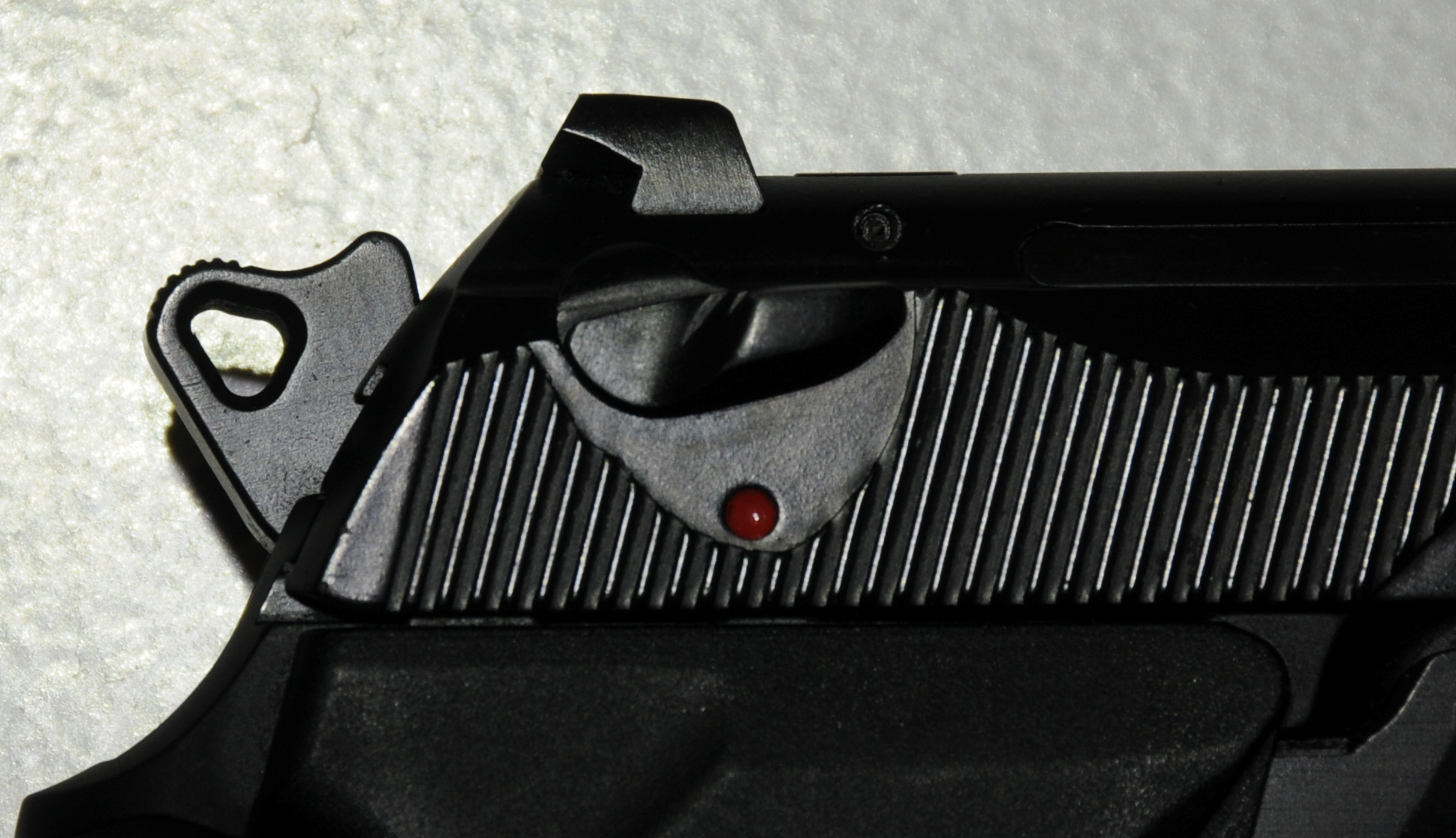
Sicura di una Beretta 90TWO

Le armi da fuoco con la possibilità di consentire all'utente di selezionare varie modalità di fuoco possono avere interruttori separati per la sicura e per la selezione della modalità (come ad esempio nel fucile mitragliatore Thompson) o possono avere la sicura integrata con il selettore di modalità di fuoco con il leveraggio inseribile nelle posizioni da sicura a semi-automatico fino al fuoco completamente automatico come ad esempio avviene nell'M16.

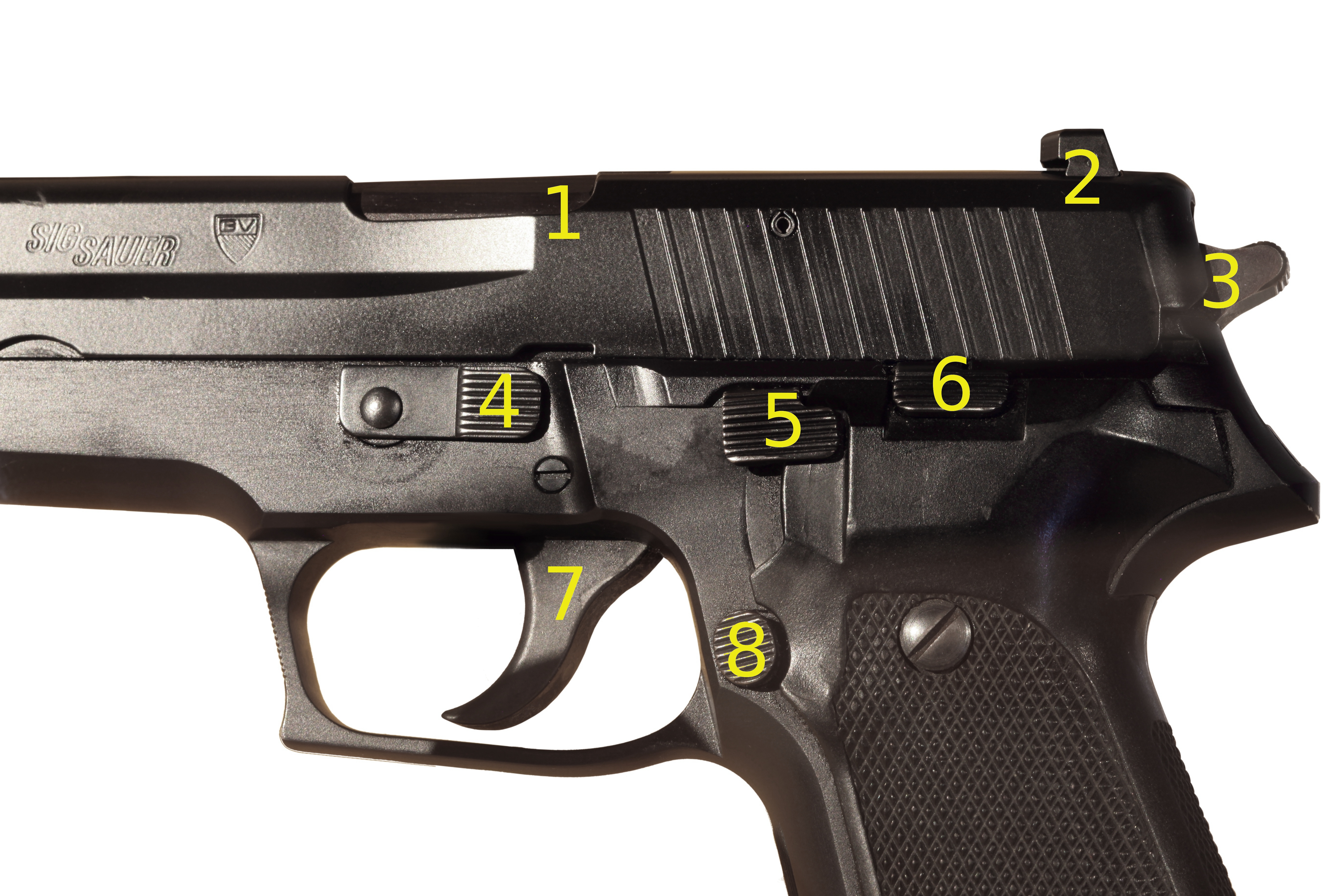
Dettaglio di una SIG P226:
1.Carrello di espulsione del proiettile
2.Mirino posteriore di serie
3.Cane
4.Leva di smontaggio
5.Sicura
6.Hold open
7.Griletto
8.Pulsante rilascio del caricatore

Alcune armi da fuoco prodotte dopo la fine degli anni 90 includono meccanismi di blocco integrati obbligatori che devono essere disattivati da una chiave unica prima che la pistola possa essere utilizzata. Questi meccanismi di blocco integrati sono concepiti come dispositivi di sicurezza per i bambini quando l'arma da fuoco è incustodita, non come meccanismi di sicurezza durante il trasporto. Altri dispositivi in questa categoria sono serrature a scatto, serrature di foratura e casseforti per armi da fuoco.